# FOREVER LOVE (℃-ute)
FOREVER LOVE (AMOR POR SIEMPRE) es el 7º sencillo de ℃-ute. Fue lanzado el 26 de noviembre de 2008 en una edición regular y otra limitada. La edición limitada y la primera edición de la edición regular vinieron con una tarjeta con el número de serie que se usaba para ingresar a una lotería donde se podían ganar boletos para un evento. La canción principal se utilizó como el primer tema final de Megadig. Este es el último sencillo de Kanna Arihara.  

## Lista de canciones

### CD
1. FOREVER LOVE
2. Seventeen's VOW (セブンティーンズ VOW)
3. FOREVER LOVE (Instrumental)

### Edición Limitada DVD
1. Jacket Photography Making of (ジャケット撮影メイキング)

### Single V
1. FOREVER LOVE
2. FOREVER LOVE (Casual Dance Ver.)
3. PV Photography Making of (PV撮影メイキング映像)

### Event V
The ☁☀☂ Document of ℃-ute Cutie Circuit 2008 ~Edo no Temari Uta II~ in Differ Ariake (ザ ☁☀☂ドキュメント of ℃-ute Cutie Circuit 2008 ~江戸の手毬唄Ⅱ~ in ディファ有明)
1. Chou Ame Onna 1 -Rehearsal Shuuryougo- (超雨女① -リハーサル終了後-; Super Rain Woman 1 -Después del ensayo-)
2. Nakki Girls (ナッキーガールズ)
3. Chou Ame Onna 2 -1 Kaime Kouen Kaien Mae- (超雨女② -1回目公演開演前-; Super Rain Woman 2 -Antes del inicio del primer acto-)
4. ♪ Edo no Temari Uta II (♪江戸の手毬唄II)
5. Manin Densha (満員電車; Tren Lleno)
6. Shitsumon Corner (質問コーナー; Rincón de preguntas)
7. Chou Ame Onna 3 -2 Kaime Kouen Kaien Mae- (超雨女③ -2回目公演開演前-; Super Rain Woman 3 -#Antes del inicio del segundo acto-)
8. ♪ EVERYDAY YEAH! Kataomoi (♪EVERYDAY YEAH! 片想い)
9. Hagiwara Mai Shin Tokugi (萩原舞 新特技; La nueva especialidad de Mai Hagiwara)
10. ♪ "Wasuretakunai Natsu" (♪「忘れたくない夏」)
11. Chou Ame Onna 4 -3 Kaime Kouen Kaien Mae- (超雨女④ -3回目公演開演前-; Super Rain Woman 4 -#Antes del inicio del tercer acto-)
12. Hagiwara Mai vs Okai Chisato / Hagiwara Mai vs Arihara Kanna (萩原舞 vs 岡井千聖 / 萩原舞 vs 有原栞菜)
13. Arihara Kanna Shin Tokugi (有原栞菜 新特技; La nueva especialidad de Kanna Arihara)
14. ♪ Time Capsule (♪タイムカプセル)
15. ♪ Meguru Koi no Kisetsu (♪めぐる恋の季節)
16. Akushu Kai (握手会; Handshake Event)
17. Chou Ame Onna 5 -Zen Kouen Shuuryougo- (超雨女⑤ -全公演終了後-; Super Rain Woman 5 -Después del final de todos las actos-)

## Miembros presentes
- Erika Umeda
- Maimi Yajima
- Arihara Kanna (último sencillo)
- Saki Nakajima
- Airi Suzuki
- Chisato Okai
- Mai Hagiwara

## Puestos de Oricon

##### Diario y Semanal
| Lun | Mar | Mier | Jue | Vie | Sab | Dom | Puestos semanales | Ventas |
| --- | --- | ---- | --- | --- | --- | --- | ----------------- | ------ |
| -   | 4   | 7    | 5   | 7   | 9   | 20  | 5                 | 26,603 |
| 11  | -   | -    | -   | -   | -   | -   | 61                | 1,908  |
| -   | -   | -    | -   | -   | -   | -   | -                 | 633    |

Anual
| Año  | Puestos Anuales | Ventas |
| ---- | --------------- | ------ |
| 2008 | 258             | 28,511 |

Total de ventas reportadas: 29,144

#### Single V
| Lun | Mar | Mier | Jue | Vie | Sab | Dom | Puestos semanales | Ventas |
| --- | --- | ---- | --- | --- | --- | --- | ----------------- | ------ |
| -   | -   | -    | -   | -   | -   | -   | 8                 | 4,131  |
| -   | -   | -    | -   | -   | -   | -   | -                 | 921    |